# Alexander Hegius
Alexander Hegius ou Alexander bon Heek (Münster, 1439 — Deventer, 27 de dezembro de 1498) foi um humanista e educador alemão.

## Publicações
- Opuscula des Alex. Hegius, Daventriae 1503
- Dialogus de arte et inertia, 1497
- Carmina et gravia et elegantia, 1503
- Invectiva in Modos Significandi
- Dialogi, 1503
- Farrago, 1502
- Institvtiones ac meditationes in graecam lingvam, n. clenardo avthore: cvm scholiis et praxi p. antesignani rapistagnensis. operi praefixi sunt indices copiosissimi duo, rerum vnus, verbo-rum alter ... omnia à frid. sylburgio hesso recognita ... notís[que] insuper illustrata.(adiectae insuper ex henr. stephani paralipomenis, animaduersiones ... ), 1583